# اريك هاريسون (سياسي)
اريك هاريسون (بالإنجليزية: Eric Harrison)‏ هو دبلوماسي وسياسي أسترالي، ولد في 7 سبتمبر 1892 في أستراليا، وتوفي في 26 سبتمبر 1974 في أستراليا. حزبياً، نشط في حزب أستراليا المتحدة والحزب الليبرالي الأسترالي. وقد انتخب عضو مجلس الشورى البريطاني وانتخب عضو مجلس النواب الأسترالي عن دائرة ونتوورث ‏ (19 ديسمبر 1931 – 17 أكتوبر 1956).